# 美國聯邦儲備銀行

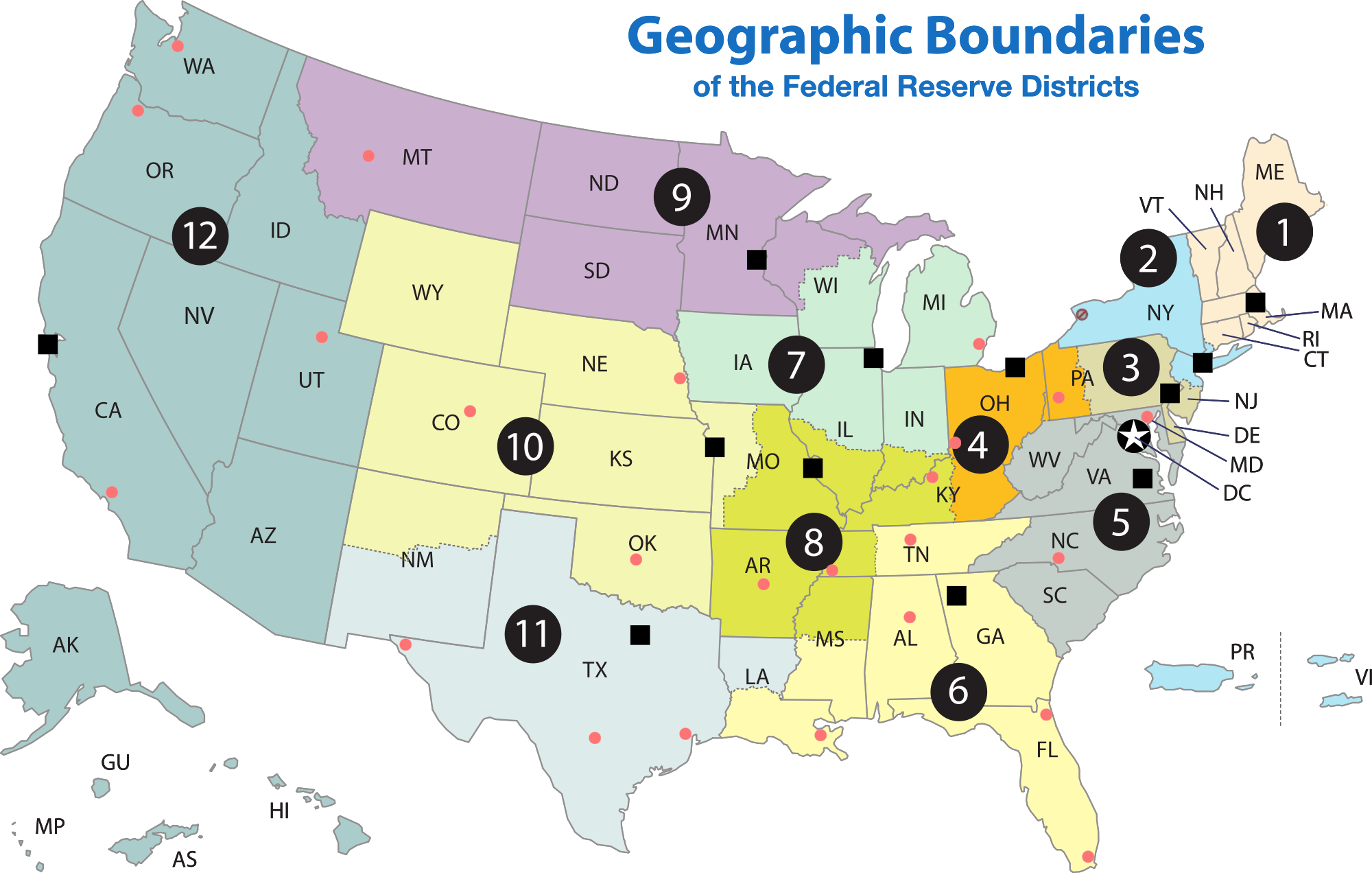
美國的12個聯邦準備區

聯邦準備銀行（英語：Federal Reserve Bank，簡稱聯準銀行），是美國的中央銀行體系「联邦储备系统」（Fed）的運作分支，共有12個地區性聯邦準備銀行，分別管轄自己的。聯準銀行履行聯邦準備制度除公開市場操作以外的業務，如監督及管理商業銀行、發行聯邦準備券（美元鈔票）等。各銀行股份為公私混合，非完全政府所有。

## 簡史
聯邦儲備銀行乃於1914年11月由美國眾議院所通過成立，以協助聯準會監理銀行與金融。
此相關建議最初由美國第一任財政部長亚历山大·汉密尔顿所提出，他後來推動創立了中央銀行制度。由於他的努力，美國於1791年成立了第一家國家銀行，總部設於當時的第一大城－費城，並於其他主要城市設置分行。起初在接受民眾存款、發行法定貨幣、開放借貸、購買證券等方面，執行著基本的銀行功能。當時，這些分布於各地方的分行猶如民營企業，在管理權與「所有權」上，有些許混淆。
20世紀初的美國已晉升為世界工業大國，在國際金融方面，也日益扮演著重要角色。因此美國國會於1913年通過了《聯邦儲備法案》，使之在執行中央銀行任務上的金融管理與彈性政府功能上得以法制化。此法案明定此「美國中央銀行」的職能、7位董事的設置、分行數量的限制、要求全美各銀行皆須加入此體系的規範，並確定了聯準會主席即聯邦儲備銀行最高長官（中央銀行總裁）的權責。1914年11月，聯邦儲備銀行正式成立，允許於彈性供應貨幣及公共需求的原則上，發行美鈔，協助聯準會和白宮推動政令。

## 職權
根据章程，美国联邦储备银行建立的目的是为了帮助消除通货膨胀和通货紧缩的影响，并积极参与创造环境，促进高就业率、稳定物价、国民经济增长和不断提升的消费水平。它的另一项重要职责则是推动资金在银行系统内安全高效地流转。
聯邦準備銀行履行包括監督及管理商業銀行、發行聯邦準備券（美元鈔票）等業務，紐約聯邦準備銀行負責執行公開市場操作。此外，聯邦公開市場委員會（Federal Open Market Committee，簡稱：FOMC）由12名委員組成，紐約聯準銀行總裁通常被選為該委員會的副主席，其餘委員每年由其餘11家聯邦準備銀行總裁中選出4名輪流擔任，以及7名聯邦準備理事會（FRB）理事。

## 各聯邦準備區銀行及分行
下表列出美國12個聯邦準備區之聯邦準備銀行及分行一覽：
| 聯邦儲備區       | 聯邦儲備銀行             | 總裁            | 上任日期      | 所屬分行                                                             | 职称 | 官方網站                        |
| ---------------- | ------------------------ | --------------- | ------------- | -------------------------------------------------------------------- | --- | ------------------------------- |
| 第一聯邦儲備區   | 波士頓聯邦準備銀行       | 蘇珊·M·柯林斯   | 2022年7月1日  | -                                                                    | 2024年联邦公开市场委员会候补委员 2025年联邦公开市场委员会委员                                                               | 官方網站 （页面存档备份，存于） |
| 第二聯邦儲備區   | 紐約聯邦儲備銀行         | 約翰·C·威廉斯   | 2018年6月18日 | 布法羅分行（2008年閉行） 東拉瑟福營運中心                            | 联邦公开市场委员会副主席 联邦公开市场委员会常任委员                                                                         | 官方網站 （页面存档备份，存于） |
| 第三聯邦儲備區   | 費城聯邦準備銀行         | 帕特里克·T·哈克 | 2015年7月1日  | -                                                                    | 2022年联邦公开市场委员会候补委员 2023年联邦公开市场委员会委员                                                               | 官方網站 （页面存档备份，存于） |
| 第四聯邦儲備區   | 克里夫蘭聯邦準備銀行     | 貝絲·哈瑪克     | 2024年8月21日 | 辛辛那提分行 匹茲堡分行                                              | 2024年联邦公开市场委员会候补委员委员 2025年联邦公开市场委员会候补委员候补委员                                               | 官方網站 （页面存档备份，存于） |
| 第五聯邦儲備區   | 里奇蒙聯邦準備銀行       | 托馬斯·芭金     | 2018年1月2日  | 巴爾的摩分行 夏洛特分行                                              | 2023年联邦公开市场委员会候补委员 2024年联邦公开市场委员会委员                                                               | 官方網站 （页面存档备份，存于） |
| 第六聯邦儲備區   | 亞特蘭大聯邦儲備銀行     | 拉斐爾·波斯蒂奇 | 2017年6月5日  | 伯明罕分行 傑克孫維分行 邁阿密分行 納許維爾分行 紐奧良分行           | 2023年联邦公开市场委员会候补委员 2024年联邦公开市场委员会委员                                                               | 官方網站 （页面存档备份，存于） |
| 第七聯邦儲備區   | 芝加哥聯邦儲備銀行       | 奧斯坦·古爾斯比 | 2023年1月9日  | 底特律分行                                                           | 2022年联邦公开市场委员会候补委员 2023年联邦公开市场委员会委员 2024年联邦公开市场委员会候补委员 2025年联邦公开市场委员会委员 | 官方網站 （页面存档备份，存于） |
| 第八聯邦儲備區   | 聖路易聯邦準備銀行       | 阿爾貝托·穆薩林 | 2008年4月日   | 小岩城分行 路易維爾分行 孟菲斯分行                                   | 2024年联邦公开市场委员会候补委员 2025年联邦公开市场委员会委员                                                               | 官方網站 （页面存档备份，存于） |
| 第九聯邦儲備區   | 明尼亞波利斯聯邦準備銀行 | 尼爾·卡什卡里   | 2016年1月1日  | 赫勒拿分行                                                           | 2022年联邦公开市场委员会候补委员 2023年联邦公开市场委员会委员                                                               | 官方網站 （页面存档备份，存于） |
| 第十聯邦儲備區   | 堪薩斯城聯邦準備銀行     | 傑弗里·施密德   | 2023年8月21日 | 丹佛分行 奧克拉荷馬城分行 奧馬哈分行                                 | 2022年联邦公开市场委员会委员 2024年联邦公开市场委员会候补委员 2025年联邦公开市场委员会委员                                  | 官方網站 （页面存档备份，存于） |
| 第十一聯邦儲備區 | 達拉斯聯邦準備銀行       | 蘿莉·K·洛根     | 2015年9月8日  | 艾爾帕索分行 休士頓分行 聖安東尼奧分行                               | 2022年联邦公开市场委员会候补委员 2023年联邦公开市场委员会委员                                                               | 官方網站 （页面存档备份，存于） |
| 第十二聯邦儲備區 | 舊金山聯邦儲備銀行       | 瑪麗·C·戴莉     | 2018年10月1日 | 洛杉磯分行 波特蘭分行 鹽湖城分行 西雅圖分行 斯波坎分行（1938年閉行） | 2023年联邦公开市场委员会候补委员 2024年联邦公开市场委员会委员                                                               | 官方網站 （页面存档备份，存于） |

美國12個聯邦準備區中：紐約市聯邦儲備區是持有資產最高的聯邦準備區，而舊金山聯邦儲備區的涵蓋範圍最廣，接下來依序是堪薩斯聯邦儲備區以及明尼亞波利斯聯邦儲備區。密蘇里州是唯一一個设有兩個聯邦儲備銀行的州（堪薩斯城聯邦儲備銀行以及聖路易斯聯邦儲備銀行）。第十二聯邦儲備區中，西雅圖分行負責阿拉斯加州區域、而夏威夷州檀香山屬於舊金山聯邦儲備銀行直接管理。紐約聯邦準備銀行及舊金山聯邦儲備銀行的管轄範圍包含非50州之美國領地，紐約聯邦儲備銀行：美屬波多黎各、美屬維京群島；舊金山聯邦儲備銀行：美屬薩摩亞群島、關島、美屬北馬里亞納群島（塞班島）。聯邦準備理事會最後一次調整各區管轄範圍的時間為1996年2月。

## 另請參見
- 美國經濟
- 联邦储备系统
- 聯邦準備理事會